# Henry Goüin (1782-1861)
Pour les articles homonymes, voir Henry Goüin.
Pour les autres membres de la famille, voir Famille Goüin.
Henry Goüin, né le 5 octobre 1782 à Tours (Indre-et-Loire) où il meurt le 11 janvier 1861, est un banquier, archéologue et collectionneur français.
Président-fondateur de la Caisse d'épargne et de prévoyance de Tours en 1832, il est cofondateur en 1840 de la Société archéologique de Touraine et son premier président jusqu'en 1845.

## Biographie

### Vie familiale
Henry-Alexandre Goüin, dit Henry Goüin, naît le 5 octobre 1782 dans la paroisse Saint-Pierre-le-Puellier à Tours où son père Henri Jacques Goüin-Moisant est banquier et habite l'hôtel Goüin, propriété de la famille depuis 1738, et devient maire de Tours puis député royaliste d'Indre-et-Loire. Il a pour parrain son arrière grand-père Jacques Le Roux, marchand-fabricant et négociant, procureur de la communauté des marchands maîtres-ouvriers en soie de Tours et propriétaire à la Plaine-Fondettes, et pour marraine son arrière grand-mère Madeleine Banchereau, sœur du maire Michel Banchereau et veuve de Charles Quentin, armateur-négociant à Saint-Malo et propriétaire de la malouinière de la Mettrie-aux-Louëts.
Le 25 août 1805[Où ?], il épouse sa cousine Alexandrine Pauline Gondouin (1784-1847), fille de Pierre-Charles Gondouin, conseiller du roi et notaire à Paris, à qui le futur Louis XVIII avait laissé en dépôt une somme considérable lors de son départ en émigration et qui était propriétaire du château de la Prousterie, et d'Agathe-Charlotte-Pauline Goüin, ainsi que belle-sœur du baron Antoine-Gabriel Christin et tante de l'épouse de Gustave de Lapeyrière ; il a un fils, Henry-Charles, né en 1806, banquier et héritier de la Prousterie, qui épouse Léonie Étignard de La Faulotte, belle-sœur de Georges Rodrigues-Henriques et tante du général Louis Gaëtan Dimier de La Brunetière.

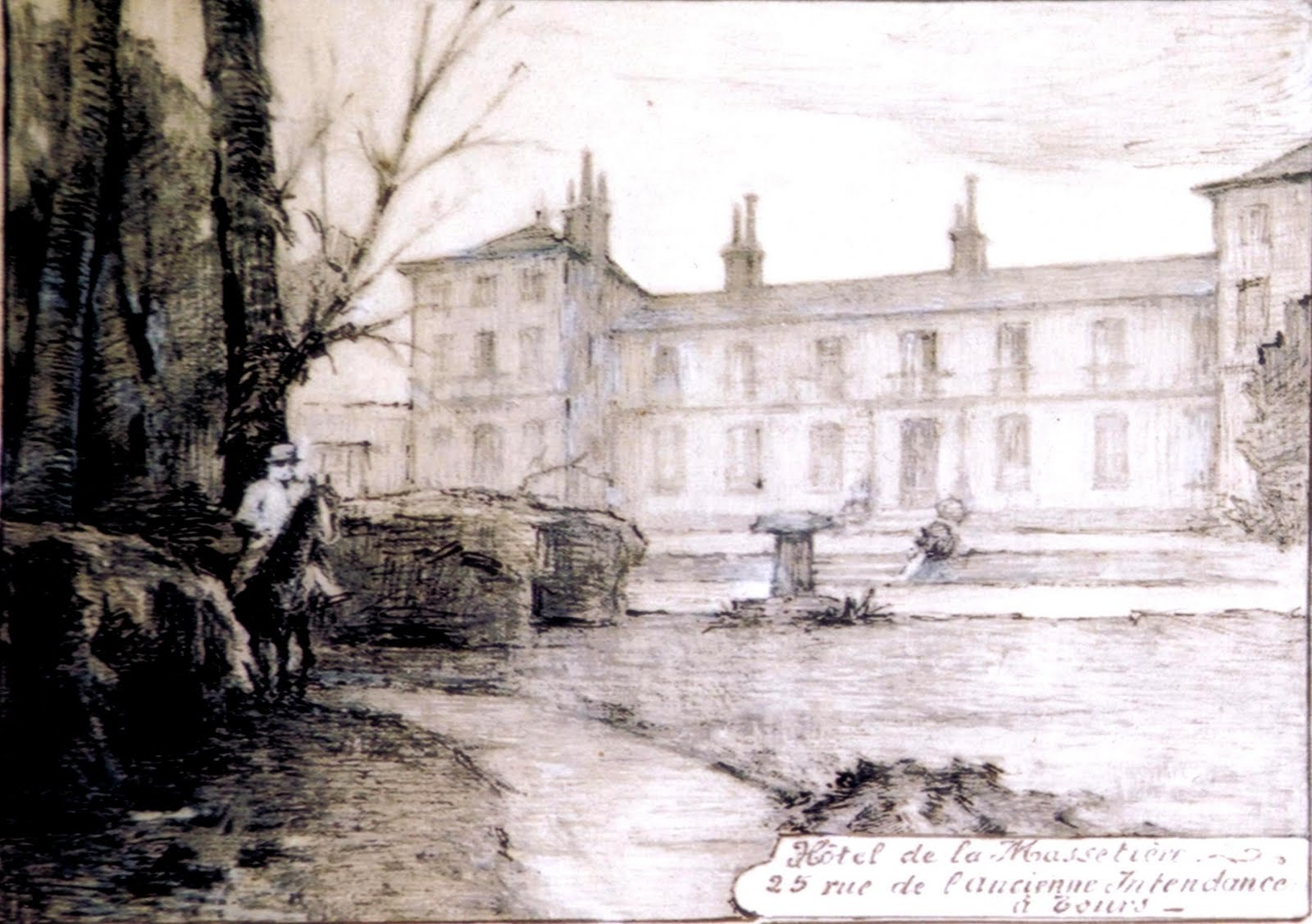
L'hôtel de la Massetière, à Tours.

Il acquiert l'hôtel de la Massetière en 1810, dont il fait sa résidence. Le 11 avril 1822, Il échange une partie de l'église Saint-Hilaire voisine avec Henri Autreux contre une portion de cour et de bâtiments. Goüin fait remanier l'hôtel : il ouvre une nouvelle entrée rue de l'ancienne intendance (rue de la Scellerie), organise un passage à l'emplacement de l'ancienne nef, aménage un passage vouté sous le corps de logis sud pour les deux cours et les communs de la cour sud, construit le pavillon à deux étages qui termine l'hôtel au sud et augmente la largeur du corps de logis qui fait face à la rue de l'ancienne-intendance.
Il est l'héritier universel de son oncle, Mériadec Moisant, mort en 1836, notamment propriétaire des manoirs de La Perraudière et de la Moisanderie, à Saint-Cyr-sur-Loire.

### Le banquier tourangeau
Henri Goüin poursuit la voie familiale et succède à son père à la direction de la Banque Goüin, conjointement avec son cousin germain Alexandre (de 1819 à 1843) puis avec Eugène (jusqu’en 1861), le fils d’Alexandre. Sous leur direction, elle connaît un fort développement, notamment en lien avec la haute banque parisienne. Henri Goüin assure plus particulièrement l'activité tourangelle, quand son cousin est plus tourné vers la capitale, où ses fonctions le conduisent. Ses frères, Édouard et Jules Goüin, s'installeront et développeront quant à eux les activités à Nantes.
En 1831, il devient, comme son père avant lui, président du tribunal de commerce de Tours et l’année suivante il succède à son oncle en tant que président de la Chambre de commerce de Tours.

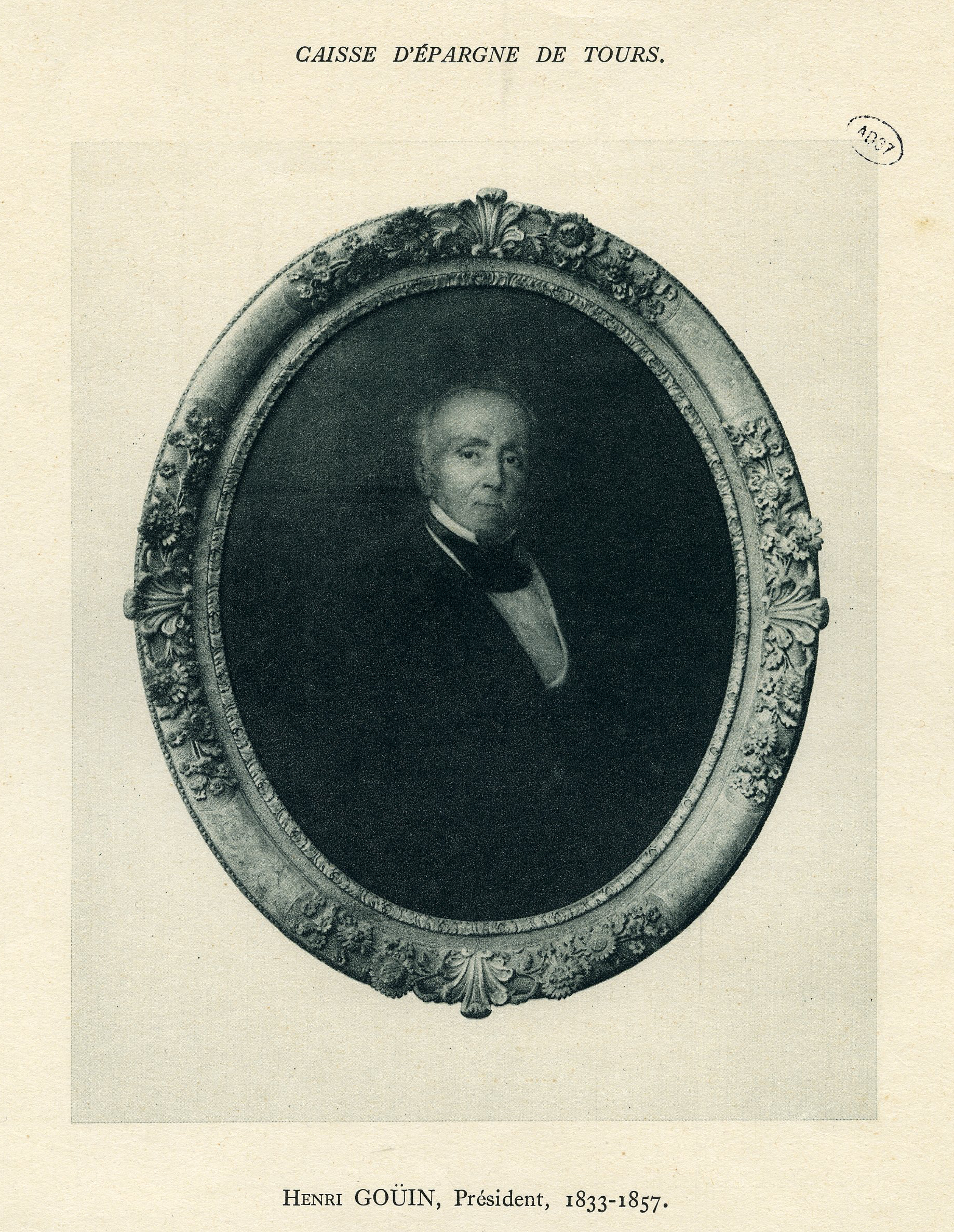
Portrait d'Henry Goüin, président de la Caisse d'épargne de Tours de 1833 à 1857.

En 1832, il crée et préside à Tours une Caisse d'épargne et de prévoyance, qu'il installe tout d'abord dans les locaux de la chambre de commerce. Il en est le premier président du conseil, de 1833 à 1857, son cousin Alexandre en assurant lui la direction. Entre 1836 et 1846, Henry Goüin préside à la fondation de succursales à Loches, Chinon, Amboise et Châteaurenault. Un de ses neveux, Albert Goüin, la présidera également par la suite de 1899 à 1904.
Il est le rapporteur de la section industrielle de l'Exposition publique des produits de l'industrie, des arts et de l'horticulture, qui se tient à Tours en 1841.
Il prend part à la création, avec plusieurs membres de sa famille, de la Compagnie d'éclairage de la ville de Tours par le gaz en 1842.
Il est l'un des liquidateurs de la Caisse générale du commerce et de l'industrie, dirigée par Alexandre Goüin, en 1848.
En 1857, il fonde avec son cousin Eugène Goüin, Charles de Montgolfier, Hettere et Alfred et Ernest Mame, la papeterie de La Haye-Descartes.

### Fondateur et président de la Société archéologique
En juin 1840, membre de la Société française d'archéologie pour la conservation et la description des monuments historiques, il fonde avec l'industriel Noël Champoiseau, le docteur Alexandre Giraudet et l'abbé François Manceau la Société archéologique de Touraine (SAT), dont il assure le premier la présidence jusqu'au 29 janvier 1845, date à laquelle il démissionne pour raisons de santé.

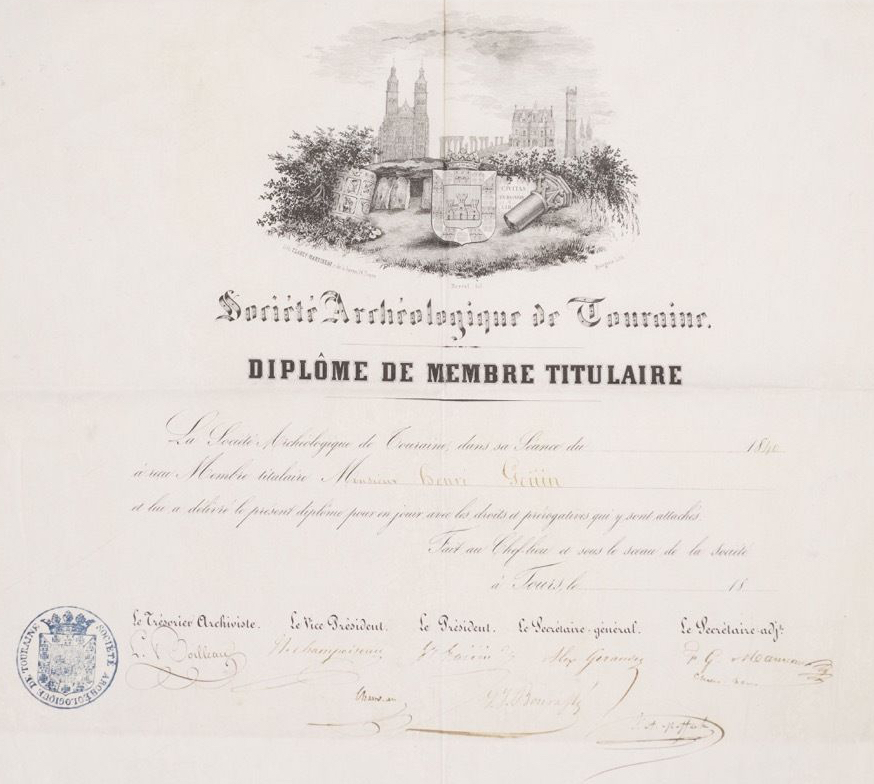
Société archéologique de Touraine - diplôme de membre titulaire d'Henri Goüin (1840).

C'est sous son mandat que la SAT restaure la pile de Cinq-Mars et en acquiert les abords, achète et élabore un projet de restauration de l'abbaye Saint-Julien de Tours, lance la souscription pour ériger sur la place de l’hôtel de ville la statue de Descartes réalisée par le comte de Nieuwerkerke, et effectue des fouilles archéologiques sur l'emplacement du futur palais de justice et dans les terrains du domaine de la Verge (non loin du palais des sports de Tours dans le quartier du Sanitas) en 1845, à l'occasion des travaux de construction de la ligne ferroviaire Orléans-Tours. C'est aussi lui qui fonde la bibliothèque de la SAT à partir, entre autres, de dons personnels et d'une collection d'ouvrages possédés en double par la bibliothèque municipale. Henry Goüin est également un collectionneur d'artéfacts archéologiques et d'objets d'art de toutes époques ; il constitue notamment une collection de pièces antiques.
Il est par ailleurs membre de la Société d'agriculture, sciences, arts et belles-lettres d'Indre-et-Loire, qu'a présidé son oncle Alexandre-Pierre-François Goüin de La Grandière.
Henry-Alexandre Goüin meurt le 11 janvier 1861 à Tours à l'âge de 78 ans.

## Publications
- Verrière de Saint-Étienne-de-Chigny (avec Jacques-Aimé Meffre, Guérin et Giraudet, 1843-1844)

## Pour approfondir